# علی‌پور نون
علی‌پور نون (به انگلیسی: Ali Pur Noon) یک روستا در پاکستان است که در پنجاب واقع شده‌است.